# Altstadt 11 (Büdingen)

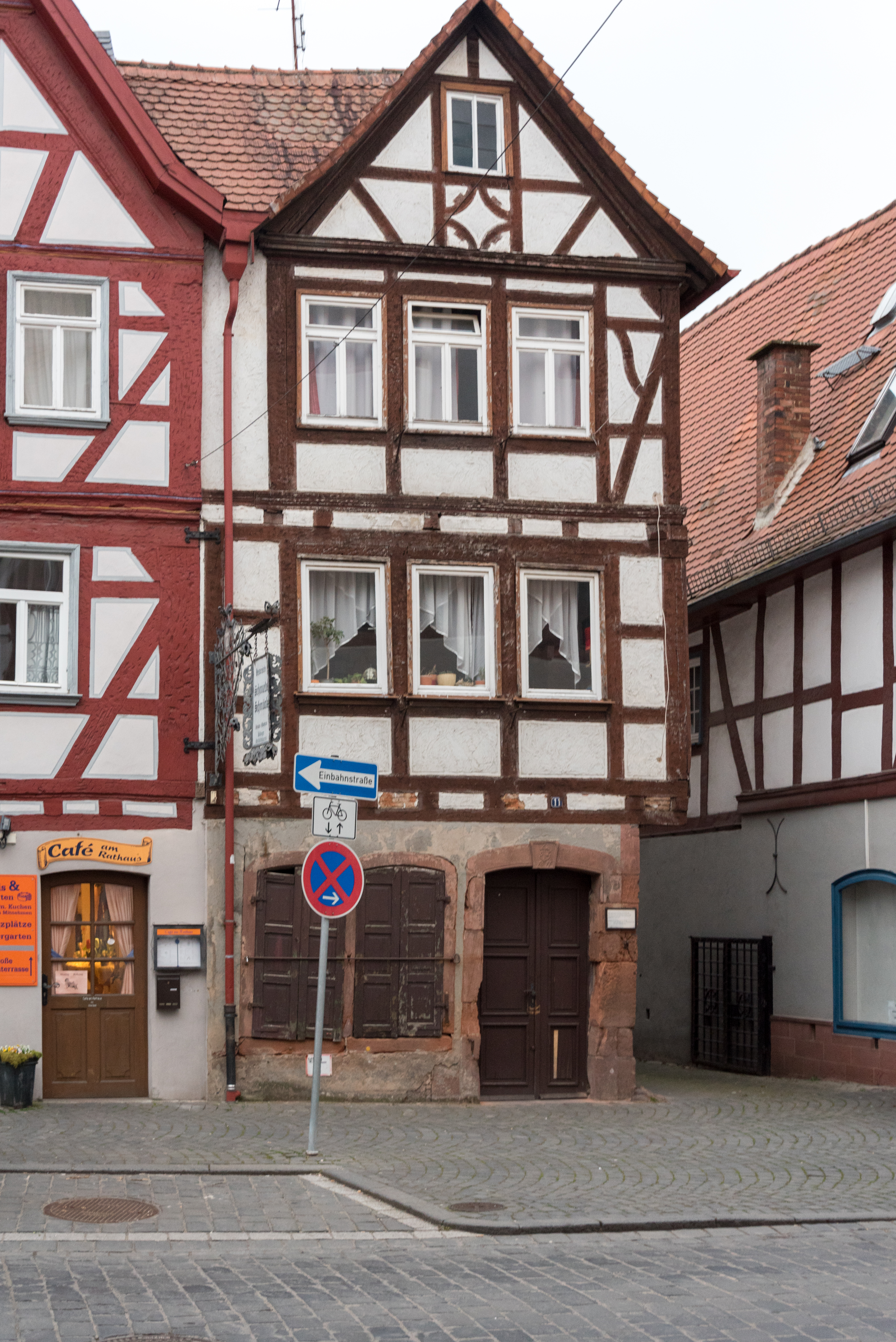
Haus Altstadt 11 in Büdingen

Das Gebäude Altstadt 11 in Büdingen, einer Stadt im Wetteraukreis in Hessen, wurde 1811 unter Einbeziehung älterer Teile errichtet. Das Fachwerkhaus ist ein geschütztes Kulturdenkmal.
Das dreigeschossige Wohn- und Geschäftshaus mit einem massiven Steinsockel besitzt einen Fachwerkaufbau auf weit ausladenden Knaggen. Der ursprüngliche, spätmittelalterlicher Teil steht zur Straße und wurde im 18. Jahrhundert mit einem Giebel vorgeblendet.